# El talón de hierro
El Talón de Hierro es una novela de Jack London publicada en 1908. Puede ser considerada más o menos indistintamente como una distopía (o utopía negativa), una ucronía, ciencia ficción.

## Reseña

### Los hechos
«El Talón de Hierro» es el nombre que le otorga el obrero revolucionario Ernest Everhard al gobierno que la Oligarquía industrial construye en el siglo XX.
En la historia a finales del siglo XIX, las grandes corporaciones industriales han ido creando monopolios en industrias estratégicas (los correos, los ferrocarriles, etcétera), hasta convertirse en una especie de casta social superior e impenetrable, bien parapetada por su control del Gobierno, la policía, el ejército y los tribunales de justicia. En este contexto, los obreros intentan organizarse para hacer acción política contra el Senado. En respuesta, el Talón de Hierro prepara un atentado fraudulento en el Congreso de los Estados Unidos, a través del cual pueden iniciar una vigorosa represión, y prácticamente abolir la democracia. Los obreros se organizan para una vigorosa resistencia, en forma de una huelga sistemática de alcance mundial, que paralice todos los servicios, incluyendo las comunicaciones, y dejar así a los oligarcas en la indefensión. Estos, en respuesta, crean escuadrones de Mercenarios que obren como fuerzas paramilitares, y que se dedican a someter a los campesinos y obreros rebeldes. En 1912, el Talón de Hierro ya es virtualmente el gobernante del mundo, de manera cada vez más abierta y desembozada.
En 1918, los obreros preparan una gigantesca rebelión. La idea es soliviantar sólo a determinados sectores que resulten claves, en vez de convocar una huelga general, y de ahí, precipitarse a las armas para tomar por sorpresa al Talón de Hierro. Todo esto se prepara en el más absoluto sigilo, en medio de las organizaciones antisistémicas que comienzan a surgir, para oponerse al Talón de Hierro. Pero los agentes infiltrados del Talón de Hierro consiguen averiguar la verdad y toman contramedidas. Dejan que la sublevación estalle en Chicago, desatando los eventos de la Comuna de Chicago, y de esa manera le dan un duro escarmiento a la población.
El Talón de Hierro crea un sistema social dentro del cual toman la cúspide, y para apoyarse, se rodean con los sindicatos claves (metalurgia, transportes, comunicaciones, etcétera). Estos sindicatos favorecidos se transforman en "obreros de primera clase", frente a los "obreros de segunda clase", que son los sindicatos de otras funciones. De esta manera dividen el movimiento sindical, y gobiernan sin contrapeso posible, ya que los sindicatos favorecidos, sabedores de que sus prebendas derivan de la Oligarquía que rige el Talón de Hierro, se convierte en afín a sus intereses. De esta manera, los obreros de los sindicatos favorecidos comienzan a llevar una vida relativamente desahogada, aunque sin grandes lujos, mientras que los miembros de los sindicatos no favorecidos siguen en la pobreza más abyecta, y los campesinos, por su parte, son reconvertidos a un sistema parecido a la servidumbre propia de los siervos de la gleba.
Avis es la hija aristócrata de un profesor universitario. A la edad de 24 años conoce a un líder obrero llamado Ernest Everhard, quien la impresiona profundamente debido a la sinceridad, nobleza, entrega total a la causa revolucionaria del proletariado estadounidense, su humanismo y sus profundos conocimientos de la doctrina del socialismo. Ernest la pone en contacto con una realidad que no conoce, la brutal vida que llevan los obreros explotados por la clase capitalista. De este modo comienza a interiorizarse de los turbios manejos de los oligarcas, quienes lentamente comienzan a preparar un plan para apropiarse del Gobierno, aniquilar la democracia, y transformar a los obreros urbanos en esclavos y a los rurales en algo parecido a siervos de la gleba (no con esos nombres, por supuesto). Avis se enamora de Ernest y contrae matrimonio con él, transformándose en aliada de los obreros. Mientras tanto, su padre intenta denunciar el estado de cosas en un libro, "Economía y educación", el cual es tan incómodo para la clase oligárquica por su denuncia de la cuestión social, que pronto se hace imposible su publicación. Un obispo, por su parte, es iniciado por Ernest en los problemas económicos y sociales de los obreros, y queda tan impactado que comienza a predicar la justicia social a los ricos, con el resultado de que la Iglesia católica le silencia recluyéndole en un manicomio.
Una segunda rebelión es abortada en 1932, y desde entonces, el Talón de Hierro gobierna de manera absoluta.
En forma paralela, el Talón de Hierro refuerza su poderío con la construcción de dos magníficas ciudades, que serán emblemáticas del nuevo régimen: Ardis (construida entre 1918 y 1942), y Asgard (construida entre 1942 y 1994).

### La novela
La novela de Jack London no entrega muchas pistas sobre el destino posterior del Talón de Hierro, aunque referencias entresacadas de sus páginas dan algunas claves sobre el mismo. El régimen del Talón de Hierro dura unos 400 años. En su último siglo, el Talón de Hierro cae presa de una serie de convulsiones internas, de naturaleza desconocida. La resistencia de los obreros cobra una importancia cada vez mayor, y en medio de los dos bandos en liza (el Talón de Hierro y el proletariado), el grupo de los Mercenarios comienza a complotar por sus propios intereses, inclinándose a uno u otro bando según las conveniencias, todo lo cual acelera la destrucción de la Oligarquía. En fecha indeterminada, a la vuelta de dichos 400 años, el Talón de Hierro se desploma finalmente, dando paso a un nuevo régimen más humanitario y predispuesto a la justicia social, llamado la Fraternidad del Hombre.
En las elecciones de 1912, los obreros obtienen escaños en el Parlamento, junto con un Partido Agrario. Pero los oligarcas, revelando cada vez más abiertamente sus planes hegemónicos, ponen una serie de trabas legales, con el contubernio del sistema judicial dominado por ellos, para anular sus iniciativas y deslegalizar su mandato. En medio de todo ello estalla la guerra entre Estados Unidos y Alemania, pero los obreros la paralizan con una huelga planetaria general. En respuesta los oligarcas, quienes empiezan a ser conocidos como el Talón de Hierro, crean un incidente terrorista en el Congreso para acusar a los socialistas e imponer el estado de sitio. Cuando una nueva huelga masiva se asoma, en 1918, el Talón de Hierro deja que ésta explote en Chicago, generando la masacre de la llamada Comuna de Chicago. En los años sucesivos, el Talón de Hierro aplasta a la clase media y a los agricultores, instaurando un despotismo totalitario sin contrapeso alguno, contra el cual se forman diversas organizaciones y células de obreros que intentan derrocar al sistema.
Por las notas a pie de página del libro, sabemos que dicha confrontación tendrá resultados al cabo de cuatro siglos, cuando el Talón de Hierro se desplome y deje su lugar a la Fraternidad del Hombre.

## Estructura
La novela se presenta como un texto semiautobiográfico escrito por un protagonista de la misma. Se trata de las memorias de Avis Everhard, esposa del líder revolucionario Ernest Everhard, refiriendo en primera persona los iniciales intentos abortados por destruir al Talón de Hierro. Está dividido en capítulos, y se encuentra inconcluso, presumiblemente porque fue interrumpida por una incursión de las tropas del Talón de Hierro. Adicionalmente, contiene notas a pie de página redactadas por Anthony Meredith, estudioso de la historia del siglo XX que hace la edición del manuscrito recuperado.

## El elemento distópico
La novela de London critica las duras condiciones obreras existentes en su época y que se agudizaron hasta llegar al estado actual de ingobernabilidad por parte de los gobiernos capitalistas del mundo. Más que ser una reseña del futuro, se trata de una profecía. London considera la creación del Talón de Hierro como el último eslabón inevitable en la historia capitalista, debido a la concentración de poder económico derivada de la creación de monopolios y trusts. London no entrega muchas pistas sobre el derrumbe del Talón de Hierro, pero da a conocer que ésta crea una caldera social imposible de controlar.
- Datos: Q2465752
- Multimedia: The Iron Heel / Q2465752